# Athéna du Varvakéion
L’Athéna du Varvakéion, conservée au Musée national archéologique d'Athènes (inv. 129), est une réplique d'époque romaine de la statue d'Athéna Parthénos sculptée par Phidias.

## Historique
L'Athéna du Varvakéion est généralement considérée comme la reproduction la plus fidèle (datée de 200-250 après J.-C.) de la statue chryséléphantine d'Athéna Parthénos sculptée par Phidias et ses assistants, qui se trouvait autrefois dans le naos du Parthénon.
La statue tire son nom du lieu de sa découverte en 1880, à proximité de l'école Varvakéios (Βαρβάκειος Σχολή / Varvákios skholí), ou plus simplement « le Varvakéion » (το Βαρβάκειο / to Varvákio), du nom du bienfaiteur Ioánnis Varvákis.

## Description
La statue romaine mesure 1,05 m, soit environ un douzième de la hauteur estimée de la statue originale du Parthénon. Elle est sculptée en marbre pentélique et présente des traces de peinture rouge et jaune.
Athéna est vêtue d'un péplos entouré d'une zônè (en) (grec ancien : ζώνη, « ceinture ») en forme de deux serpents ; par-dessus, elle porte l'égide, décorée de serpents et d'un gorgonéion au centre. Elle porte un casque attique, dont les protège-joues (paragnathides) sont relevés, surmonté de trois crêtes, la centrale arborant un sphinx, les deux latérales un pégase,.
Sa main gauche repose sur le bord d'un bouclier qui porte également un gorgonéion ; le bouclier repose sur l'oikouros ophis (serpent sacré) identifié à Érichthonios, légendaire fondateur de la ville.
La main droite tendue, soutenue par une colonne, tient une figure ailée de Niké, dont la tête manque ; cette figure plus petite, tournée vers le personnage principal, est également vêtue d'un péplos. L'ensemble de la composition repose sur une base rectangulaire.

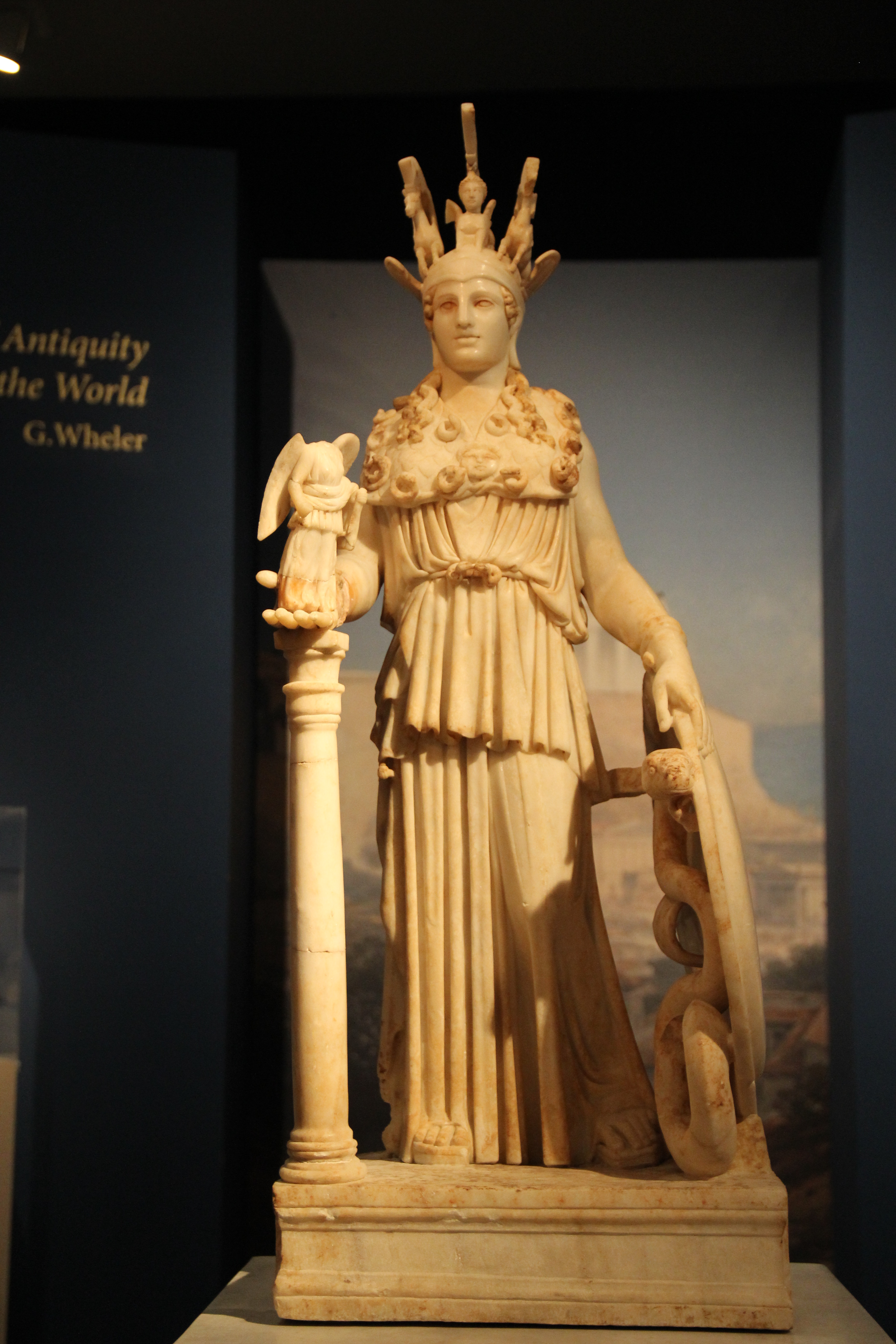
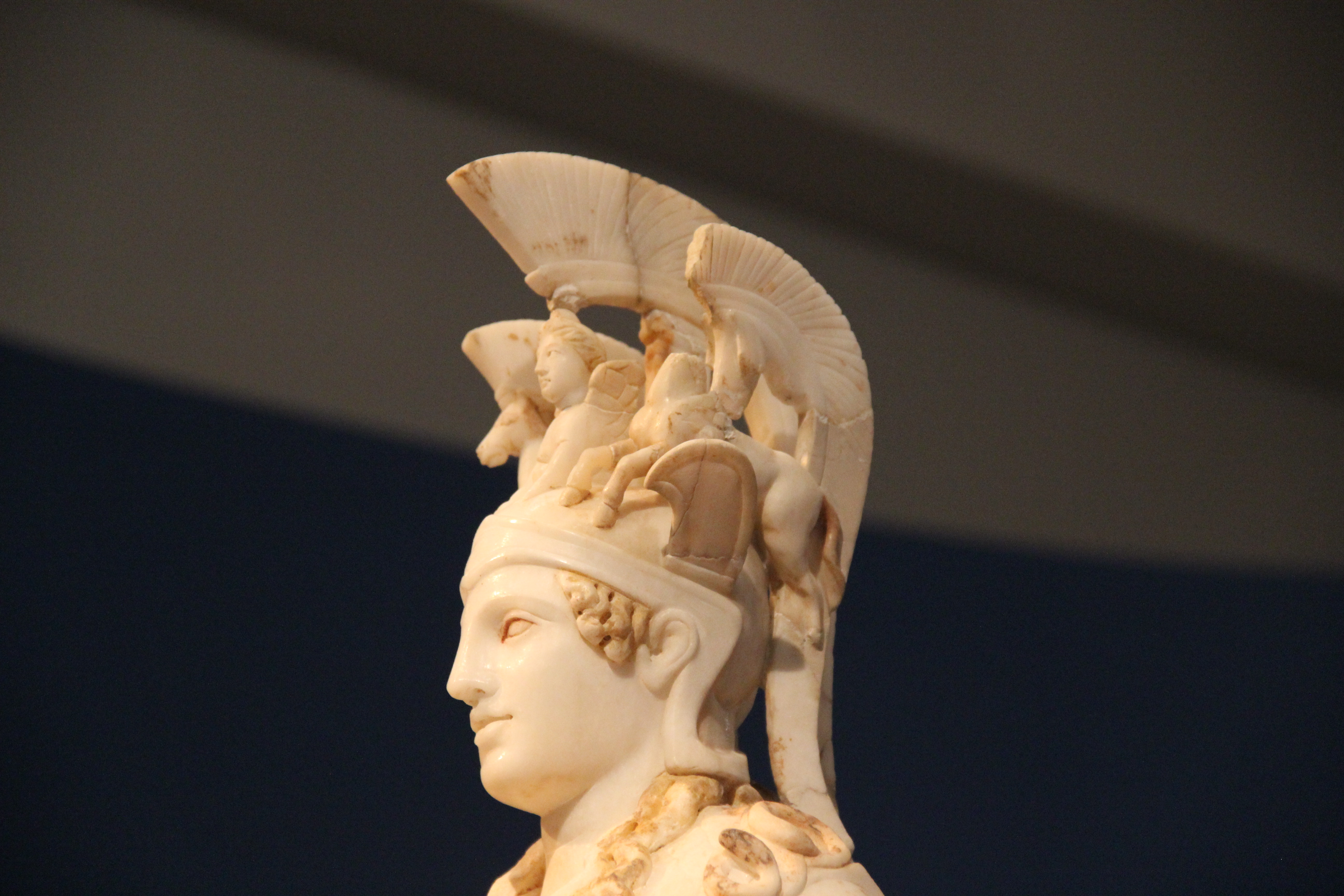
Détails de l'Athéna du Varvakéion.
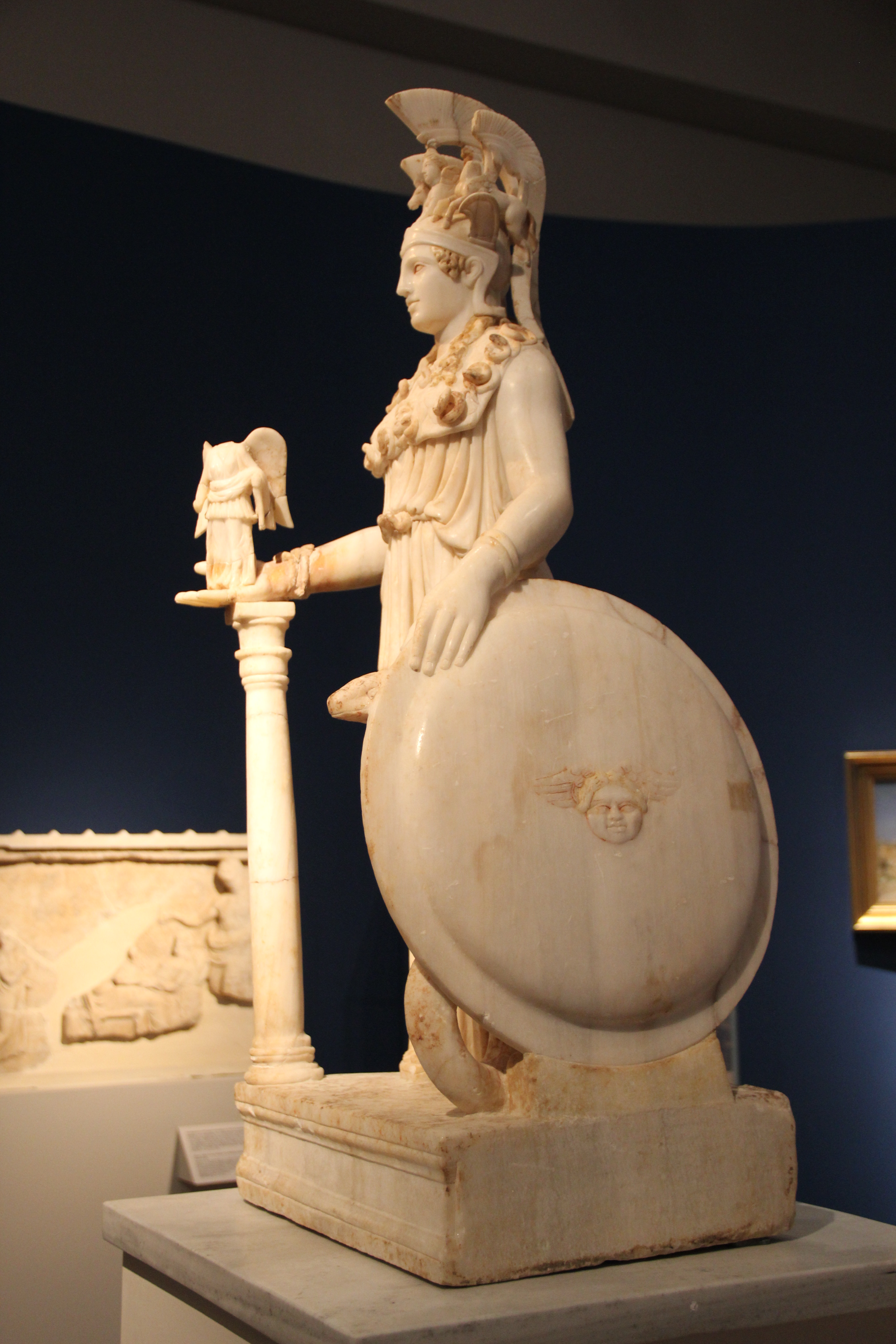

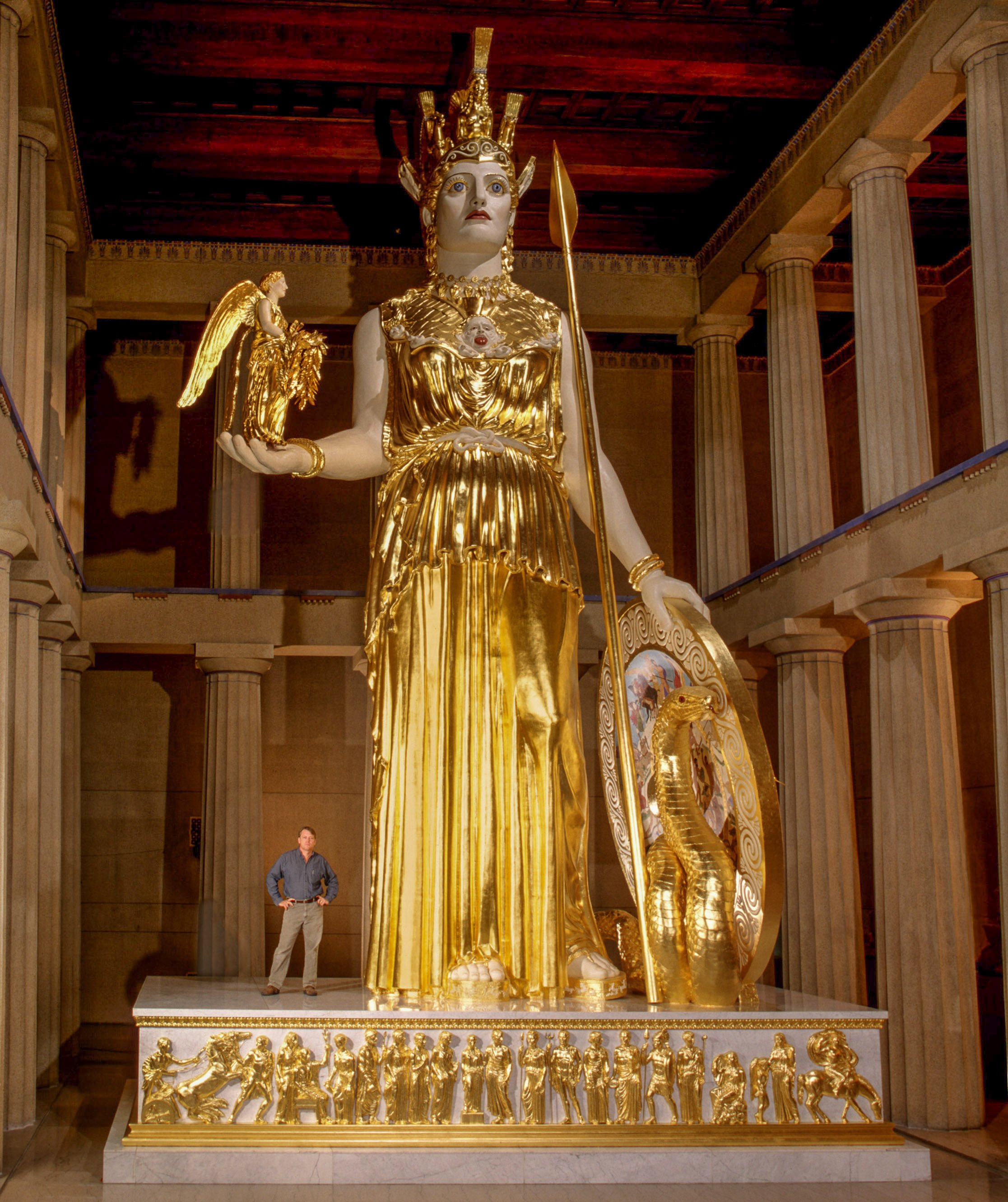
Reconstitution grandeur nature (12,53 m) de la statue chryséléphantine d'Athéna Parthénos, réalisée en 1990 par le sculpteur américain Alan LeQuire au Parthénon de Nashville (Tennessee).

Certaines différences peuvent être notées avec la statue originale telle que la décrivent Pausanias et Pline l'Ancien. Le socle d'origine était orné d'une frise représentant la naissance de Pandore, tandis que la copie romaine ne présente aucun décor ; Pausanias décrit également une lance, absente de la copie. L'amazonomachie décrite par Pline n'est pas reproduite sur le devant du bouclier.
La présence de la colonne est citée par différents auteurs dans la discussion selon laquelle l'original nécessitait un support similaire, bien que de nombreuses reconstructions l'omettent — par exemple, la reproduction grandeur nature (12,53 m) du Parthénon de Nashville.

## Sources et références
1. 1 2 3 4 5 6  Nikolaos Kaltsas, Sculpture in the National Archaeological Museum, Athens, Athènes, Kapon Editions, 2002 (ISBN 978-0-89236-686-6, lire en ligne), p. 104
2. 1 2 3 4  « The Varvakeion Athena (129) », sur National Archaeological Museum (consulté le 7 juin 2016).
3. 1 2 3 4  Olga Palagia et J. J. Pollitt, Personal Styles in Greek Sculpture, vol. XXX, Cambridge University Press, 1996 (ISBN 978-0-521-65738-9, lire en ligne), « Pheidias », p. 42–51